# Corridor rouge

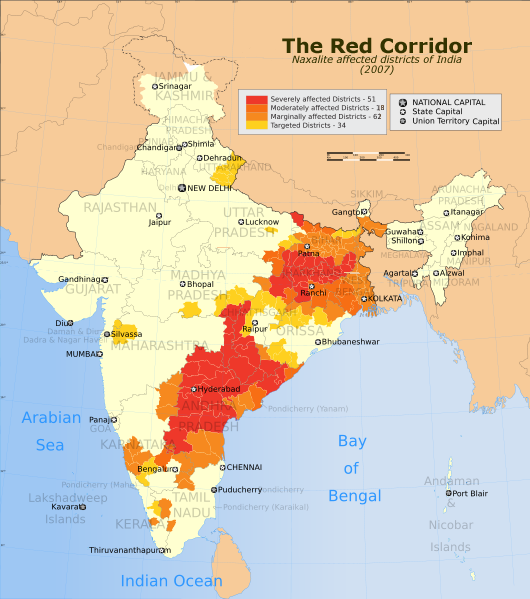
Le Corridor rouge en 2007

Le nom de Corridor rouge est donné à un ensemble des zones de l'Inde, situées à l'est du pays, où se déroule la rébellion naxalite.
Les groupes maoïstes sont principalement des cadres armés du Parti communiste d'Inde (maoïste).
Ces zones qui souffrent de taux très élevés d’analphabétisme, de pauvreté et de surpopulation s'étendent sur des parties des territoires des états de l'Andhra Pradesh, du Bihar, du Chhattisgarh, du Jharkhand, du Madhya Pradesh, de l'Odisha, de l'Uttar Pradesh et du Bengale-Occidental,,,.

## Districts "affectés"
| États              | nombre de districts dans l’État | nombre de districts affectés | Districts affectés |
| ------------------ | ------------------------------- | ---------------------------- | --- |
| Andhra Pradesh     | 13                              | 8                            | Guntur, Prakasam, Anantapur, Kurnool, Vizianagaram, East Godavari, Srikakulam, Visakhapatnam |
| Bihar              | 38                              | 11                           | Aurangabad, Gaya, Rohtas, Bhojpur, Kaimur, East Champaran, West Champaran, Sitamarhi, Munger, Nawada, Jamui                                                                                         |
| Jharkhand          | 24                              | 18                           | Hazaribagh, Lohardaga, Palamu, Chatra, Garhwa, Ranchi, Gumla, Simdega, Latehar, Giridih, Koderma, Bokaro, Dhanbad, East Singhbhum, West Singhbhum, District de Saraikela Kharsawan, Khunti, Ramgarh |
| Madhya Pradesh     | 50                              | 1                            | Balaghat |
| Chhattisgarh       | 27                              | 9                            | Bastar, Bijapur, Dantewada, Kanker, Rajnandgaon, Sarguja, Jashpur, Koriya, Narayanpur, Sukma |
| Maharashtra        | 35                              | 3                            | Gadchiroli, Chandrapur, Gondiya |
| Odisha             | 30                              | 9                            | Malkangiri, Ganjam, Koraput, Gajapati, Rayagada, Mayurbhanj, Sundergarh, Deogarh, Kandhamal |
| Uttar Pradesh      | 72                              | 3                            | Sonbhadra, Mirzapur, Chandauli |
| Bengale occidental | 19                              | 3                            | Bankura, West Midnapore, Purulia |
| Total              | 318                             | 77                           | |